# Sous-secrétaire d'État parlementaire
Le sous-secrétaire d'État parlementaire (Parliamentary Under-Secretary of State en anglais) est un ministre de rang inférieur du gouvernement britannique. Il est situé en troisième place dans la hiérarchie ministérielle, après le secrétaire d'État (Secretary of State) et le ministre d'État (Minister of State).

## Fonctions
Comme la plupart des ministres d'État, les sous-secrétaires d'État ne siègent pas au Cabinet, bien qu'ils puissent être membres de comités gouvernementaux. Ils sont liés au Code ministériel (Ministerial Code).
Enfin, ils dirigent les secrétaires parlementaires privés (Parliamentary Private Secretaries), derniers dans la hiérarchie, qui sont des consultants occasionnels.

## Exemples
- Sous-secrétaire d'État parlementaire à la prévention, à la santé publique et aux soins primaires
- Sous-secrétaire d'État parlementaire pour l'Écosse
- Sous-secrétaire d'État parlementaire chargé de l'aide sociale